# Goatlord (zespół muzyczny)
Goatlord – amerykański zespół muzyczny powstały w roku 1985, poruszający się w obrębie takich gatunków muzycznych jak: black metal, death metal, doom metal. Zespół nagrał swoje pierwsze demo w czerwcu 1987 roku. W roku 1988 nagrali swoje drugie demo pt. Sodomize the Goat -po jego wydaniu członkowie zespołu postanowili zmienić swój styl muzyczny i w roku 1991 nagrali już trzecie w swojej karierze demo, a wkrótce po jego wydaniu zespół zarejestrował swój pierwszy album studyjny pt. Reflections of the Solstice.

## Muzycy
- Joe Frankulin – gitara
- Jeff Schwob – gitara basowa
- Jeff Nardone – perkusja
- Chris Gans – śpiew
- Mitch Harris - gościnnie śpiew

## Dyskografia

### Dema
- Demo '87 (1987)
- Sodomize the Goat (1988)
- Promo '91 (1991)

### Albumy studyjne
- Reflections of the Solstice (1991)
- Goatlord (1992)
- The Last Sodomy of Mary (2007)

### Kompilacje
- Distorted Birth: The Demos (2003)

### Splity
- Forshadow / Reaper Of Man (2004, split z Nunslaughter)